# Цифровое издание
Электронное издательство (цифровое издательство, онлайн-издательство) ― тексты, создаваемые в цифровом виде, публикуемые и распространяемые в сети Интернет. Также включает в себя публикацию электронных книг, онлайн-журналов, создание электронных библиотек и каталогов, а также редактирование книг, журналов для размещения на экране компьютера, «электронной читалки», планшета или смартфона).
Электронное издательство получило широкое распространение в научных публикациях, где утверждается, что рецензируемые научные журналы вытесняются электронным издательством. Также становится привычным распространение книг, журналов и газет среди потребителей через планшетные устройства для чтения —рынок, который ежегодно растёт на миллионы, формируемый такими онлайн-продавцами, как книжный магазин iTunes от Apple, книжный магазин Amazon для Kindle и книги в книжном магазине Google Play. Маркетинговые исследования предполагали, что к концу 2015 года половина всего тиража журналов и газет будет доставляться в цифровом виде, а к 2015 году половина всего чтения в США будет осуществляться без использования бумаги.
Хотя распространение через Интернет сегодня прочно ассоциируется с электронным издательством, существует множество несетевых электронных изданий, таких как энциклопедии на CD и DVD, а также технические и справочные издания, которыми пользуются пользователи мобильных устройств и другие люди, не имеющие надежного и высокоскоростного доступа к сети. Электронные издания также используются в области подготовки к тестированию как в развитых, так и в развивающихся странах для обучения студентов (тем самым частично заменяя обычные книги) — ведь они позволяют объединить контент и аналитику — в интересах студентов. Использование электронных изданий для учебников может стать более распространённым благодаря Apple Books от Apple Inc. и переговорам Apple с тремя крупнейшими поставщиками учебников в США.
Электронные издания становятся всё более популярными в художественной литературе. Электронные издательства могут быстро реагировать на изменения рыночного спроса, поскольку компаниям не нужно заказывать печатные книги и доставлять их. Электронное издание также делает доступным более широкий ассортимент книг, включая те, которые покупатели не смогут найти в обычных книжных магазинах из-за недостаточного спроса на традиционный «тираж». Электронное издание позволяет новым авторам выпускать книги, которые вряд ли были бы выгодны традиционным издательствам. Хотя в 2010-х годах термин «электронное издательство» в основном используется для обозначения онлайновых и сетевых издательств, в прошлом он использовался для описания развития новых форм производства, распространения и взаимодействия с пользователями в отношении компьютерного производства текстов и других интерактивных медиа.

## История

### Оцифровка
Первый опыт по оцифровке текста был произведён 1971 году студентом Иллинойского университета в Чикаго Майклом Хартом, которым был запущен проект «Гутенберг», призванный сделать литературу более доступной для читателей через сеть Интернет. Разработка программы оцифровки заняла некоторое время, и к 1989 году существовало всего 10 текстов, оцифрованных на компьютере самим Майклом Хартом и несколькими добровольцами. Появление в 1991 году технологии Web 1.0, позволяющей объединять документы с помощью статических страниц, обеспечило быстрое продвижение проекта «Гутенберг». Многие добровольцы помогали его развитию, предоставляя доступ к классическим произведениям, находящимся в общественном достоянии.
В 1970-х годах Французский национальный центр научных исследований оцифровал тысячу книг по различным предметам, в основном по литературе, а также философии и науке, начиная с XII века и по настоящее время, чтобы заложить основы большого словаря «Trésor de la langue française au Québec». Это собрание электронных текстов, названное «Frantext», было опубликовано на компакт-диске, а затем в 1998 году в сети Интернет.

### Массовая оцифровка
В 1974 году американский изобретатель и футуролог Рэймонд Курцвейл разработал сканер, оснащенный программным обеспечением, которое позволяло распознавать оптические символы при вводе текста. Время, необходимое для оцифровки, значительно сократилось, что привело к развитию цифровых библиотек во всём мире.
Проект публичной цифровой библиотеки, созданный во Франции национальной Консерваторией искусств и ремёсел в 1993 году, являлся первой цифровой библиотекой в сети Интернет. Эта цифровая библиотека содержала более ста текстов, которые доступны и сегодня.
Национальная библиотека Франции в 1992 году запустила обширную программу оцифровки. Французский резидент Франции Франсуа Миттеран в 1988 году запланировал создание инновационной цифровой библиотеки, которая была создана в 1997 году под названием Gallica. В 2014 году цифровая библиотека предлагала 80 тыс. 255 онлайн-книг и более миллиона документов, включая печатные издания и рукописи.
В 2003 году был запущен проект Викитеки, который направлен на создание цифровой многоязычной библиотеку, являющейся дополнением к проекту Википедии. Первоначально он назывался «Project Sourceberg», как игра слов, чтобы напомнить «Project Gutenberg». Развивающийся при поддержке Фонда Викимедиа Викитека предлагает оцифрованные тексты, проверенные добровольцами-администраторами проекта.
В декабре 2004 года компания Google создала Google Books, проект по оцифровке всех книг, доступных в мире (более 130 миллионов книг), чтобы сделать их доступными онлайн. 10 лет спустя на платформе 25 миллионов книг из ста стран и на 400 языках. Это стало возможным, потому что к тому времени роботизированные сканеры могли оцифровывать около 6 тыс. книг в час.
В 2008 году был запущен проект европейской цифровой библиотеки Европеана, который к 2010 году предоставлял доступ к более чем 10 миллионам цифровых объектов. Европейская библиотека ― это европейский каталог, который предлагает индексные карточки миллионов цифровых объектов и ссылки на их цифровые библиотеки. В том же году был создан проект HathiTrust для объединения содержимого университетских электронных библиотек из США и Европы, а также ресурсов Google Books и Internet Archive. В 2016 году HathiTrust использовали более шести миллионов человек.

### Электронное издание
Первые проекты оцифровки заключались в переводе физического контента в цифровой контент. Электронное издательство стремится интегрировать весь процесс редактирования и публикации (производство, верстка, публикация) в цифровом мире.
Появление Интернета явилось ключевым фактором возникновения цифровых издательств, в значительной степени определивших большие изменения в моделях производства и распространения информации. Интернет оказывает прямое влияние на издательские вопросы, позволяя создателям и пользователям продвигаться дальше в традиционном процессе (писатель-редактор-издательство).
Традиционное издательское дело, и особенно его творческая часть, впервые претерпели революцию благодаря появлению в 1980-х годах новых настольных издательских программ, а также текстовых баз данных, созданных для энциклопедий и каталогов. В то же время мультимедиа быстро развивалось, сочетая книжные, аудиовизуальные и компьютерные характеристики. Появляются компакт-диски и DVD-диски, позволяющие визуализировать эти словари и энциклопедии на компьютерах.
Появление и демократизация Интернета постепенно дает небольшим издательствам возможность публиковать свои книги непосредственно в Интернете. Некоторые веб-сайты, такие как Amazon, позволяют своим пользователям покупать электронные книги; пользователи Интернета также могут найти множество образовательных платформ (бесплатных или нет), энциклопедические сайты, такие как Википедия, и даже платформы для цифровых журналов. Электронная книга становится все более и более доступной благодаря множеству различных средств поддержки, таких как электронная книга и даже смартфоны. Цифровая книга оказала и продолжает оказывать важное влияние на издательства и их экономические модели; это все ещё движущаяся область, и им ещё предстоит освоить новые способы публикации в цифровую эпоху.

### Онлайн-издание
Онлайн-издание, основанное на новых коммуникационных практиках Web 2.0 и новой архитектуре участия, открывает двери для сотрудничества сообщества в разработке и улучшении контента в Интернете, а также обогащает чтение с помощью коллективных методов чтения. Веб 2.0 не только позволяет связывать документы вместе, как это было в web 1.0, но также объединяет людей через социальные сети, вводя элементы партисипативной культуры в цифровую издательскую деятельность.
Было создано множество инструментов для содействия обмену и творческому развитию коллективного контента. Одним из многих является снтевая энциклопедия Википедия, поскольку она редактируется, исправляется и дополняется миллионами авторов. Открытая карта улиц также основана на том же принципе. Блоги и системы комментариев также в настоящее время известны как онлайн-издание и публикация, поскольку это возможно благодаря новым взаимодействиям между автором и его читателями, являясь быть важным стимулом для вдохновения.

## Процесс
Процесс электронной публикации повторяет некоторые аспекты традиционного процесса публикации на бумажных носителях, но отличается от традиционной публикации двумя способами:
- не включает использование офсетной печатной машины для печати конечного продукта;
- позволяет избежать распространения физического продукта (например, бумажных книг, бумажных журналов или бумажных газет).

Поскольку содержание является электронным, оно может распространяться через Интернет и через электронные книжные магазины, и пользователи могут читать материалы на различных электронных и цифровых устройствах, включая настольные компьютеры, ноутбуки, планшетные компьютеры, смартфоны или планшеты для чтения электронных книг. Потребитель может читать опубликованный контент онлайн на веб-сайте, в приложении на планшетном устройстве или в документе PDF на компьютере. В некоторых случаях читатель может распечатать содержимое на бумаге с помощью струйного или лазерного принтера потребительского класса или через систему печати по требованию. Некоторые пользователи загружают цифровой контент на свои устройства, что позволяет им читать содержимое, даже когда их устройство не подключено к Интернету (например, во время полета на самолёте).
Распространение контента в электронном виде в виде программных приложений приобрело популярность в 2010-х годах в связи с быстрым распространением смартфонов и планшетов. Сначала для охвата всех аудиторий требовались собственные приложения для каждой мобильной платформы, но в стремлении к универсальной совместимости устройств внимание было обращено на использование HTML5 для создания веб-приложений, которые могут запускаться в любом браузере и функционировать на многих устройствах. Преимущество электронной публикации заключается в использовании трех атрибутов цифровой технологии: XML-тегов для определения содержимого, таблиц стилей для определения внешнего вида содержимого и метаданных для описания содержимого для поисковых систем, помогая пользователям находить и находить содержимое (общий пример метаданные ― это информация об авторе песен, композиторе, жанре, которая закодирована в электронном виде вместе с большинством компакт-дисков и цифровых аудиофайлов; эти метаданные облегчают любителям музыки поиск песен, которые они ищут). С помощью тегов, таблиц стилей и метаданных это позволяет «перепрофилировать» контент, который адаптируется к различным устройствам чтения (планшету, смартфону, электронному ридеру и т. д.) Или электронным методам доставки.
Поскольку для электронного издательства часто требуется разметка текста (например, язык разметки гипертекста или какой-либо другой язык разметки) для разработки методов доставки в режиме онлайн, традиционные роли наборщиков и дизайнеров книг, которые создавали настройки печати для бумажных книг, изменились. Разработчики контента, публикуемого в цифровом формате, должны хорошо знать языки разметки, разнообразие доступных устройств для чтения и компьютеров, а также способы, с помощью которых потребители читают, просматривают или получают доступ к контенту. В 2010-х годах для дизайнеров стало доступно новое удобное программное обеспечение для разработки, позволяющее публиковать контент в этом стандарте без необходимости знать подробные методы программирования, такие как пакет цифровых публикаций Adobe Systems и Apple Books. Наиболее распространенным форматом, используемым для издания электронных книг становится Electronic Publication, файлы которого имеют расширение .epub. Electronic Publication ― это бесплатный и открытый стандарт, доступный во многих издательских программах. Другим распространенным форматом, используемым Adobe Digital Publishing Suite для создания контента для планшетов и приложений для Apple iPad являются файлы с расширением .foli.

### Научные издания
После того, как статья отправлена на рассмотрение в научный журнал, может возникнуть задержка до нескольких месяцев, прежде чем она будет опубликована в журнале, что делает журналы далеко не идеальным форматом для распространения текущих исследований. В некоторых областях, таких как астрономия и некоторые области физики, роль журнала в распространении последних исследований в значительной степени была заменена хранилищами препринтов. Тем не менее, научные журналы по-прежнему играют важную роль в контроле качества и установлении научного авторитета. Во многих случаях электронные материалы, загруженные в хранилища препринтов, все ещё предназначены для возможной публикации в рецензируемом журнале. Существуют статистические данные, свидетельствующие о том, что электронная публикация обеспечивает более широкое распространение, потому что, когда журнал доступен онлайн, большее число исследователей могут получить доступ к журналу. Даже если профессор работает в университете, в библиотеке которого нет определённого журнала, он все равно может получить доступ к журналу онлайн. Ряд журналов, сохраняя традиционные процессы рецензирования, чтобы убедиться, что исследование выполнено должным образом, созданы электронные версии или даже полностью переведены в электронную публикацию.

## Цифровое издательство
Цифровое издательство (также называемое электронным издательством, интернет-издательством или онлайн-издательством) ― издательство осуществляющее в цифровом виде выпуск электронных книг и журналов, разработку электронных библиотек и каталогов, а также их публикацию и распространение в сети Интернет. Деятельность издательства также включает редактирование книг и журналов для размещения на экране (компьютера, электронной книги, планшета или смартфона).
В настоящее время в издательском бизнесе на первый план выходят те форматы, которые раньше считались маргиналиями по сравнению с именитыми традиционными издательствами: цифровые издательства, платформы самиздата, издательства «печать по запросу» покупателя.
Электронное издательство стало обычным явлением в научной издательской деятельности, где утверждается, что рецензируемые научные журналы находятся в процессе перехода к электронной публикации. Также становится распространенным распространение книг, журналов и газет среди потребителей с помощью планшетных устройств для чтения. Рынок, который растет на миллионы с каждым годом, генерируется онлайн-продавцами, такими как книжный магазин iTunes от Apple, книжный магазин Amazon для Kindle и книги в книжном магазине Google Play. Исследования рынка показали, что к концу 2015 года половина всех тиражей журналов и газет будет доставляться в цифровом виде, а к 2015 году половина всего чтения в Соединённых Штатах будет осуществляться без бумаги.
Хотя распространение через Интернет (также известное как онлайн-публикация или веб-публикация в форме веб-сайта) в настоящее время прочно ассоциируется с электронной публикацией, существует множество несетевых электронных изданий, таких как энциклопедии на CD и DVD, а также технические и справочные публикации, на которые полагаются мобильные пользователи и другие не имеющие надежного и высокоскоростного доступа к сети. Электронное издание также используется в области подготовки к тестированию как в развитых, так и в развивающихся странах для обучения студентов (таким образом, частично заменяя обычные книги), поскольку оно позволяет комбинировать для студенческой аудитории контент и аналитику. Использование электронных изданий для учебников может стать более распространенным благодаря Apple Books от Apple Inc. и переговорам Apple с тремя крупнейшими поставщиками учебников в США.
Цифровые издательства становится все более популярными в издательстве художественных произведений, поскольку способны быстро реагировать на меняющийся рыночный спрос. Электронное издательство также делает доступным более широкий ассортимент книг, включая книги, которые покупатели не найдут в обычных книжных магазинах из-за недостаточного спроса на традиционный «тираж». Электронные издательства позволяют новым авторам выпускать книги, которые были бы нерентабельными для традиционных издателей. Термин «электронное издательство» начав использоваться в 2010-х годах для обозначения онлайн и веб-издателей, получил распространение для описания появляющихся новых форм производства текстов, и их распространения, как и других видов медиаконтента.

## Авторское право
В начале 2000-х годов оказалось, что многие из существующих законов об авторском праве, разработанные исключительно в отношении книг, журналов и газет созданных в печатной форме вступают в противоречие с формами использования изданий существующих в цифровой форме. Электронное издание поднимает новые вопросы в отношении авторского права, потому что, если электронная книга или электронный журнал доступны онлайн, миллионы пользователей Интернета могут иметь возможность просматривать единственную электронную копию документа без каких-либо «копий». Например, законы об авторском праве устанавливают ограничения на то, какая часть книги может быть механически воспроизведена или скопирована.
Появляющиеся данные свидетельствуют о том, что электронные публикации могут быть более совместными, чем традиционные бумажные публикации; в электронных публикациях часто участвует более одного автора, и итоговые работы более доступны, поскольку они публикуются в Интернете. В то же время доступность материалов, опубликованных в Интернете открывает больше возможностей для плагиата, несанкционированного использования или повторного использования материала. Некоторые издатели пытаются решить эти проблемы. Например, в 2011 году одна из крупнейших издательских компаний в мире HarperCollins ограничила количество раз, когда одна из его электронных книг может быть предоставлена в публичной библиотеке. Другие, подобно британскому издательству Penguin Books, пытаются включить элементы электронных книг в свои регулярные бумажные публикации.
На настоящий момент наиболее разработанной системой, описывающей условия использования электронных изданий является набор лицензий и инструментов Creative Commons.